# A&W Cream Soda
 (avril 2023).
Si vous disposez d'ouvrages ou d'articles de référence ou si vous connaissez des sites web de qualité traitant du thème abordé ici, merci de compléter l'article en donnant les références utiles à sa vérifiabilité et en les liant à la section « Notes et références ».
Le A&W Cream Soda est un cream soda à la vanille lancé par la société américaine A&W en 1986. On le trouve principalement aux États-Unis.

## Description
Il est composé d'eau gazeuse, de sirop de maïs (ou de sucre), de sodium, d'arômes artificiels et naturels, de colorant (caramel), d'extraits de vanilles et de caféine.
Il est difficile d'en trouver en Europe dans le réseau de commerces traditionnels. Cependant, plusieurs épiceries américaines en importent directement des USA (notamment à Paris) et il est donc possible d'en commander en ligne.